# Meliah
Meliah is een bestuurslaag in het regentschap Natuna van de provincie Riau-archipel, Indonesië. Meliah telt 296 inwoners (volkstelling 2010).